# 阿普兰库尔
阿普兰库尔（法語：Haplincourt，法語發音：[aplɛ̃kuʁ]）是法国上法蘭西大區加来海峡省的一个市镇，属于阿拉斯区。

## 地理
阿普兰库尔（50°5'24"N, 2°55'53"E）面积5.11 平方千米，位于法国上法蘭西大區加来海峡省，该省份为法国北部沿海省份，西北濒北海，南至索姆省，东临北部省。
与阿普兰库尔接壤的市镇（或旧市镇、城区）包括：伯尼、勒比基耶尔、韦吕、维莱欧弗洛、邦库尔、巴拉斯特尔、贝当古、弗雷米库尔。

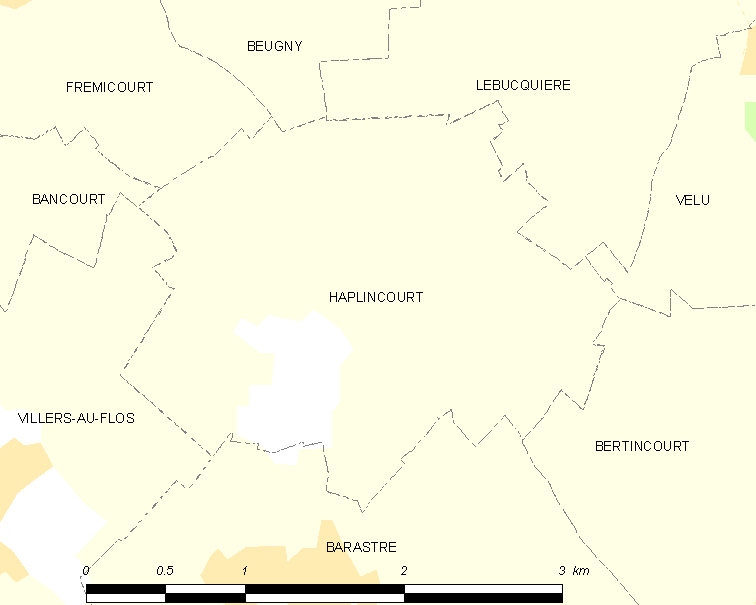
阿普兰库尔的OSM定位图

阿普兰库尔的时区为UTC+01:00、UTC+02:00（夏令时）。

## 行政
阿普兰库尔的邮政编码为62124，INSEE市镇编码为62410。

## 政治
阿普兰库尔所属的省级选区为巴波姆县。

## 人口

1962-2008年间阿普兰库尔人口变化图示

阿普兰库尔于2022年1月1日时的人口数量为191人。